# ماك ماسون
ماك ماسون (بالإنجليزية: Mack Mason)‏ هو لاعب اتحاد الرغبي أسترالي، ولد في 19 يناير 1996 في كيرنز في أستراليا.